# Мюллер, Отто (писатель)
О́тто Мю́ллер (нем. Otto Müller; 1 июня 1816, Шоттен, Гессен — 6 августа 1894, Штутгарт) — немецкий писатель
, журналист.
Мюллер напечатал весьма известный роман для юношества «Bürger. Ein deutsches Dichterleben» (Франкфурт, 1845; 3 изд., Штутгарт, 1870) и ещё много романов и рассказов:
- «Charlotte Ackermann»,
- «Der Stadtschultheiss von Frankfurt»,
- «Aus Petrarcas alten Tagen»,
- «Ekhof und seine Schüler»,
- «Der Professor vou Heidelberg»,
- «Die Mediatisirten»,
- «Georg Volker»,
- «Der Tannenschutz»,
- «Der Fall von Konstanz»,
- «Munchhausen im Vogelsberg»,
- «Schatten auf Hohen» и др.

См. Schulte vom Bruhl, «Otto Müller» (Штутгарт, 1895).